# Ovide Gabriel Roussel
Pour les articles homonymes, voir Roussel.
Ovide Gabriel Roussel est un homme politique français né le 14 juin 1788 à Joigny (Yonne) et mort le 12 mars 1871 à Paris 14e.

## Biographie
Propriétaire terrien, conseiller général du canton de Charny de 1833 à1847, il est député de l'Yonne de 1849 à 1851, siégeant à gauche avec les républicains. Il est domicilié à Charny au décès de sa femme survenu dans cette commune en 1859.

## Sources
- « Ovide Gabriel Roussel », dans Adolphe Robert et Gaston Cougny, Dictionnaire des parlementaires français, Edgar Bourloton, 1889-1891 [détail de l’édition]